# 4-Метоксибензойная кислота
4-Метоксибензойная кислота, или Анисовая кислота, — органическое вещество класса ароматических карбоновых кислот.

## Получение и нахождение в природе
Содержится в анисовом, фенхелевом и ряде других эфирных маслах.
Анисовая кислота может быть получена окислением анетола:
|                                  | окисление |
| {\displaystyle \longrightarrow } |           |
|                                  |           |

Для получения анисовой кислоты приливают 1 часть анисового масла (или, лучше, анетола, отжатого от жидких порций масла) в нагретый до 50 °C раствор пяти частей дихромата калия в 20 частях воды. Реакция наступает тотчас же и продолжается несколько минут. По охлаждении отфильтровывают выделившуюся анисовую кислоту, промывают её, растворяют в водном аммиаке и вновь выделяют из раствора соляной кислотой.
В лаборатории анисовую кислоту получают галоформной реакцией (в основном, используя бром) из 4-метоксиацетофенона:
|                                  | Br2 + NaOH |
| {\displaystyle \longrightarrow } |            |
|                                  |            |

## Свойства и применение
Анисовая кислота трудно растворяется в холодной воде, довольно легко в горячей и из насыщенного горячего раствора выделяется при охлаждении в виде длинных, бесцветных одноклиномерных игл или призм. В спирте она легко растворяется.
- Обладает антисептическими свойствами.
- Может использоваться для синтеза других веществ.
- В исследовательской органической химии используется в качестве маркера, благодаря лёгкости идентификации фрагмента анисовой кислоты по ПМР-спектру: отдельно стоящий сигнал протонов метоксигруппы при δ~4 миллионных долей и «крыши» AB-системы ароматических протонов при δ~7.